# Walter Minor

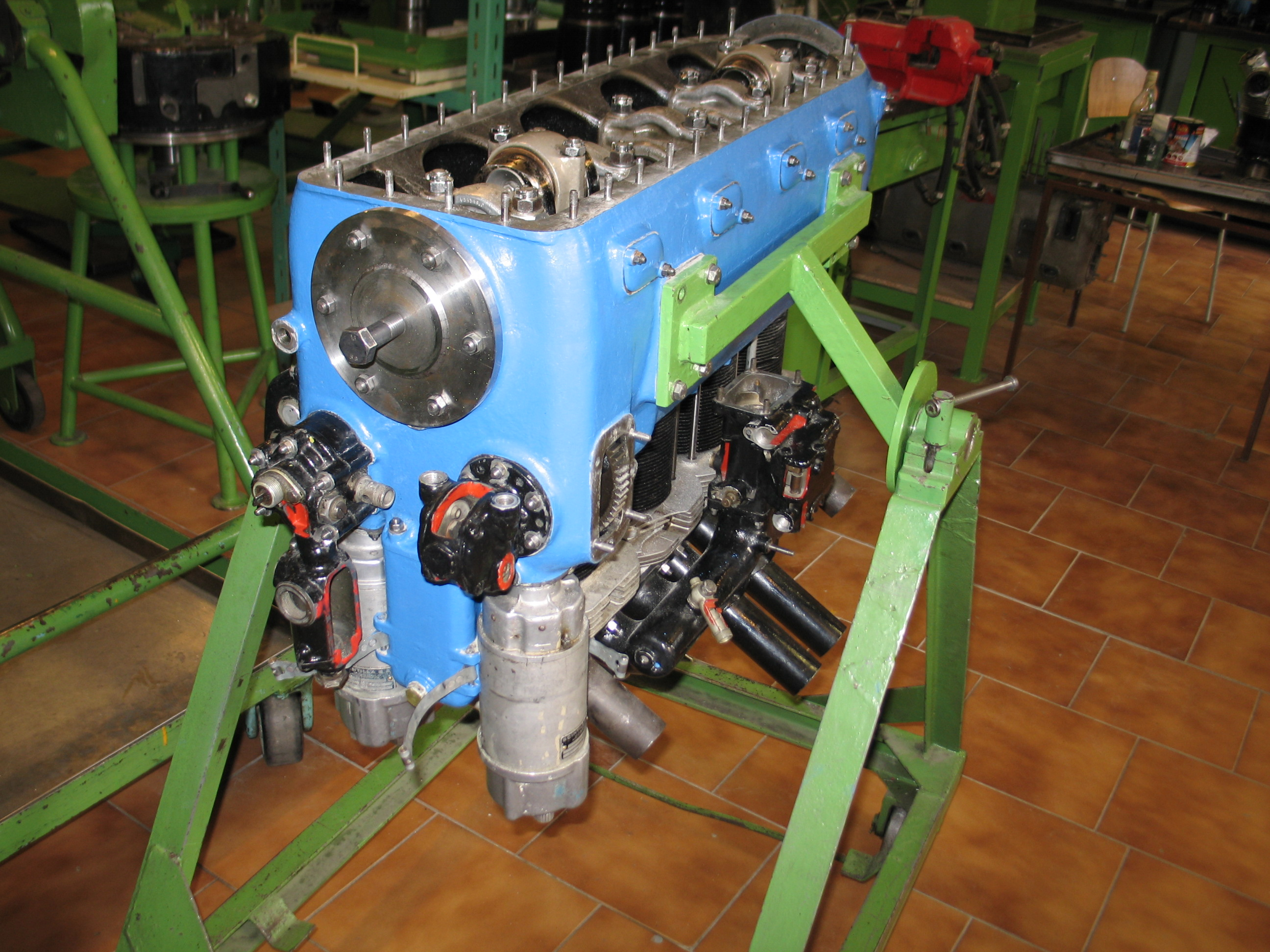
Walter Minor 4-III

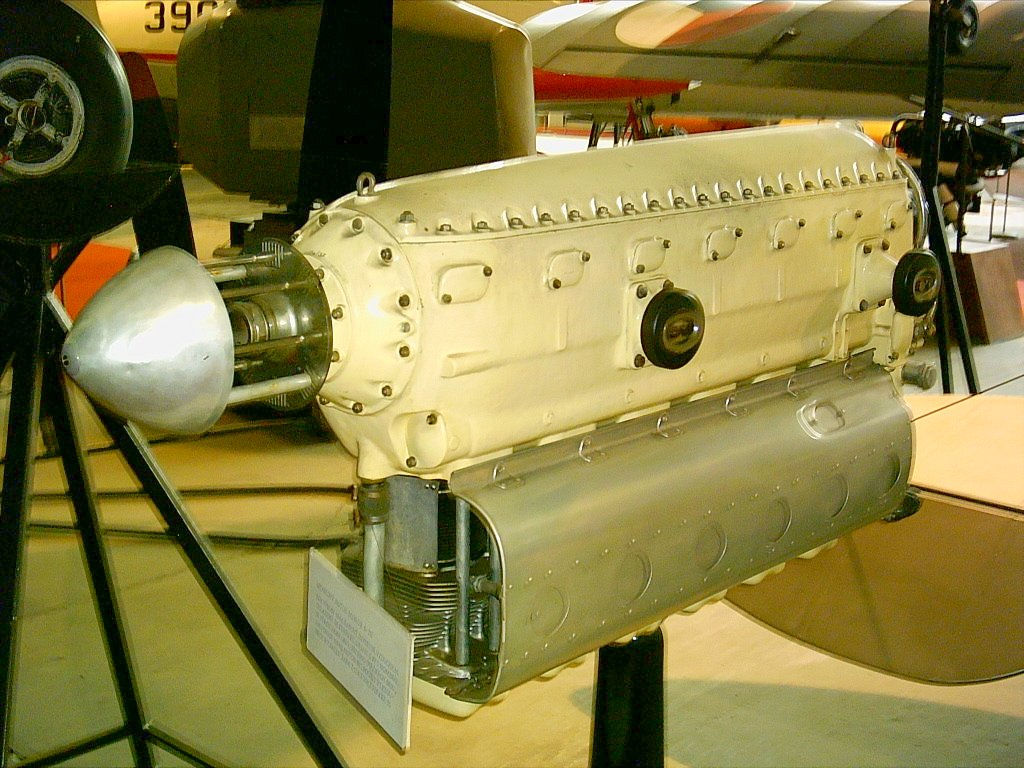
Walter Minor 6-III

Der Walter Minor war ein Kolbenflugmotor für die allgemeine Luftfahrt des tschechischen Herstellers Walter Engines a.s. Der OHV-Motor wurde als Vierzylinder Walter Minor 4, als Sechszylinder Walter Minor 6 und als Zwölfzylinder Walter Minor 12 hergestellt und fand breite Verwendung. Während die Fertigung der Vierzylinderversion bereits 1960 zugunsten des Nachfolgers Walter M332 eingestellt wurde, lief die Produktion des Minor 6-III mindestens bis 1972 weiter, wo er in die ersten Exemplare der Zlín Z-526 eingebaut wurde; ihn löste dann der Walter M337 ab.

## Entwicklung
Die Entwicklung des Motors begann 1929. Ab 1930 wurde die Serienfertigung der Motoren aufgenommen, deren wesentliches Konstruktionsmerkmal die hängenden Zylinder mit Luftkühlung waren. Die Zylinder aus Stahl wurden zusammen mit den Kühlrippen aus Vollmaterial gedreht. Die Zylinderlaufflächen wurden nitriert. Die aus einer Aluminiumlegierung gegossenen Zylinderköpfe hatten, neben zwei Bohrungen für die Zündkerzen, je ein Einlass- und ein Auslassventil aus Stahl, die über Stoßstangen und Kipphebel gesteuert wurden. Die Zylinder mit den Zylinderköpfen wurden mit je vier Stehbolzen am Kurbelgehäuse befestigt. Die Kolben aus Aluminium hatten drei Kompressions- und einen Ölabstreifring. Die Pleuel wiesen ein Doppel-T-Profil auf und bestanden aus poliertem Aluminium. Die Pleuelfüße waren geteilt und hatten ein Bronzelager in einer Stahlschale. Die geschmiedete und allseitig bearbeitete Kurbelwelle bestand aus einer Chrom-Vanadium-Stahllegierung und war fünf- bzw. siebenfach in Bronzegleitlagern gelagert. Die Propellerschubkräfte wurden von einem radialen Kugellager im vorderen Teil des Kurbelgehäuses aufgenommen. Dieses war dreiteilig ausgeführt und bestand aus dem eigentlichen Kurbelgehäuse sowie einem oberen und einem vorderen Deckel, die alle aus einer wärmegehärteten Magnesium-Legierung gefertigt waren. Darin lief die Kurbelwelle und auf der linken Seite die durch Stirnräder angetriebene Nockenwelle. Der von Walter selbst entwickelte Vergaser hatte eine manuelle Gemischregulierung, eine Kaltstarteinrichtung sowie eine Beschleunigungspumpe und war für den Kunstflug geeignet, wozu eine besondere Düse für den Rückenflug gehörte. Der Minor 6-III besaß zwei Vergaser. Die Versorgung wurde durch eine Membrankraftstoffpumpe sichergestellt. Für die Zündung wurden zwei vollständig abgeschirmte Systeme von Scintilla verwendet, die eine automatische Zündzeitpunktverstellung hatten. Die Schmierung erfolgte durch ein Trockensumpfumlaufsystem, wofür eine Zahnradpumpe mit Saug- und Druckstufe hinten an der Kurbelwelle sorgte. Die Schmierung konnte für den Kunstflugbetrieb modifiziert werden. Der Propeller wurde direkt angetrieben.
Zur Befestigung an der Flugzeugzelle dienten zwei Motorträger, für die je zwei Aufhängungspunkte auf jeder Seite vorhanden waren. Gestartet wurde der Motor entweder durch einen Hand- oder einen elektrischen Anlasser.
Der Minor 4-III bildete den Antrieb für die unter der Bezeichnung Zlín Z-381 gebaute letzte Ausführung der Bücker Bü 181, von der mehrere Stück nach 1955 in Deutschland zugelassen wurden.

## Technische Daten
| Kenngröße     | Minor 4-III           | Minor 6-III           | Minor 12-I MR         |
| ------------- | --------------------- | --------------------- | --------------------- |
| Startleistung | 105 PS bei 2500 min−1 | 160 PS bei 2500 min−1 | 385 PS bei 2900 min−1 |
| Reiseleistung | 80 PS bei 2300 min−1  | 125 PS bei 2300 min−1 | k. A.                 |
| Hubraum       | 3,98 l                | 5,97 l                | 11,95 l               |
| Hub           | 115 mm                | 115 mm                | 115 mm                |
| Bohrung       | 105 mm                | 105 mm                | 105 mm                |
| Verdichtung   | 6,0:1                 | 6,0:1                 | 6,0:1                 |
| Länge         | 1032 mm               | 1250 mm               | k. A.                 |
| Breite        | 399 mm                | 445 mm                | 510 mm                |
| Höhe          | 632 mm                | 639 mm                | 800 mm                |
| Gewicht       | 90,3 kg               | 126,8 kg              | 325 kg                |